# Natividad (Masaccio)
La Natividad, también conocido como el Tondo de Berlín o Desco da parto, es un cuadro del pintor renacentista italiano Masaccio. Es una pintura al temple sobre tabla de 56 cm de diámetro, pintado hacia 1427-1428. Se conserva en la Gemäldegalerie de Berlín.
Este tondo o pintura redonda con una Natividad al frente y un Putto y perrillo detrás data del último periodo de Masaccio en Florencia, antes de marchar a Roma. Fue definido por los expertos como el primer tondo renacentista, y llamaron la atención sobre las importantes innovaciones y la correcta perspectiva arquitectónica que refleja un conocimiento y afirmación mayor del clasicismo de Brunelleschi. Aquí el lenguaje florentino es evidente en las secuencias de color de los modelos geométricos sobre las paredes del edificio y en el patio. Esto armoniza perfectamente, y aparecerá nuevamente en los cuadros de Fra Angelico y la arquitectura de Michelozzo en el Claustro de San Marcos, Florencia.
- Datos: Q3705918
- Multimedia: Desco da parto by Masaccio / Q3705918